# 金岛 (阿拉斯加州)
金島 (伊努必語:Ugiuvak)座落於阿拉斯加以西的白令海上，位於道格拉斯角以西約40英里（64）。

## 地理

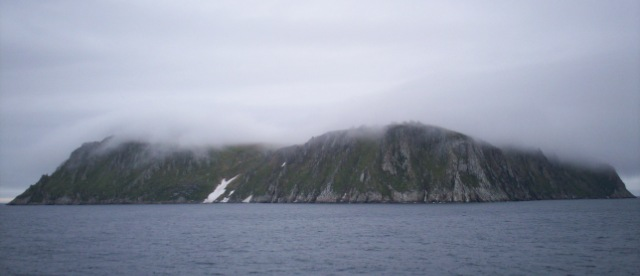
金島。於濃霧中僅僅能看見島的一部分。

金島位於威尔士以南，諾姆西北約90英里（140），離岸邊約40英里（64）。 金島闊約1英里（1.6），島的四邊皆為斜坡。此島由詹姆斯·庫克以他的航海隊伍中其中一位中尉占士·金命名。此島屬於阿拉斯加國家級海洋野生動物保護區白令海分部的一部分。

## 人口

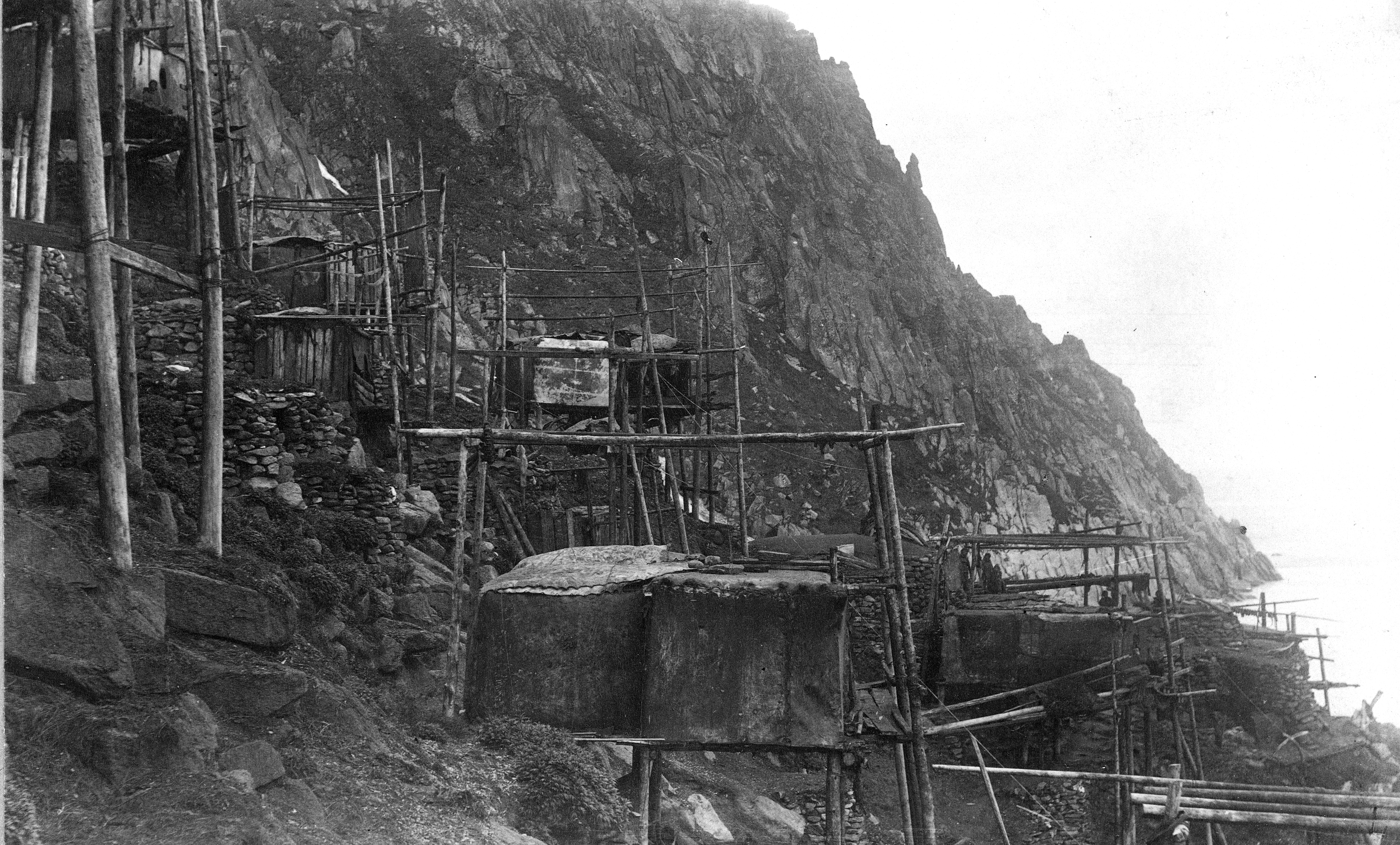
1892年的Ukivok。可見村內由海象皮屋（夏天居住）及石屋（冬天居住）組成。

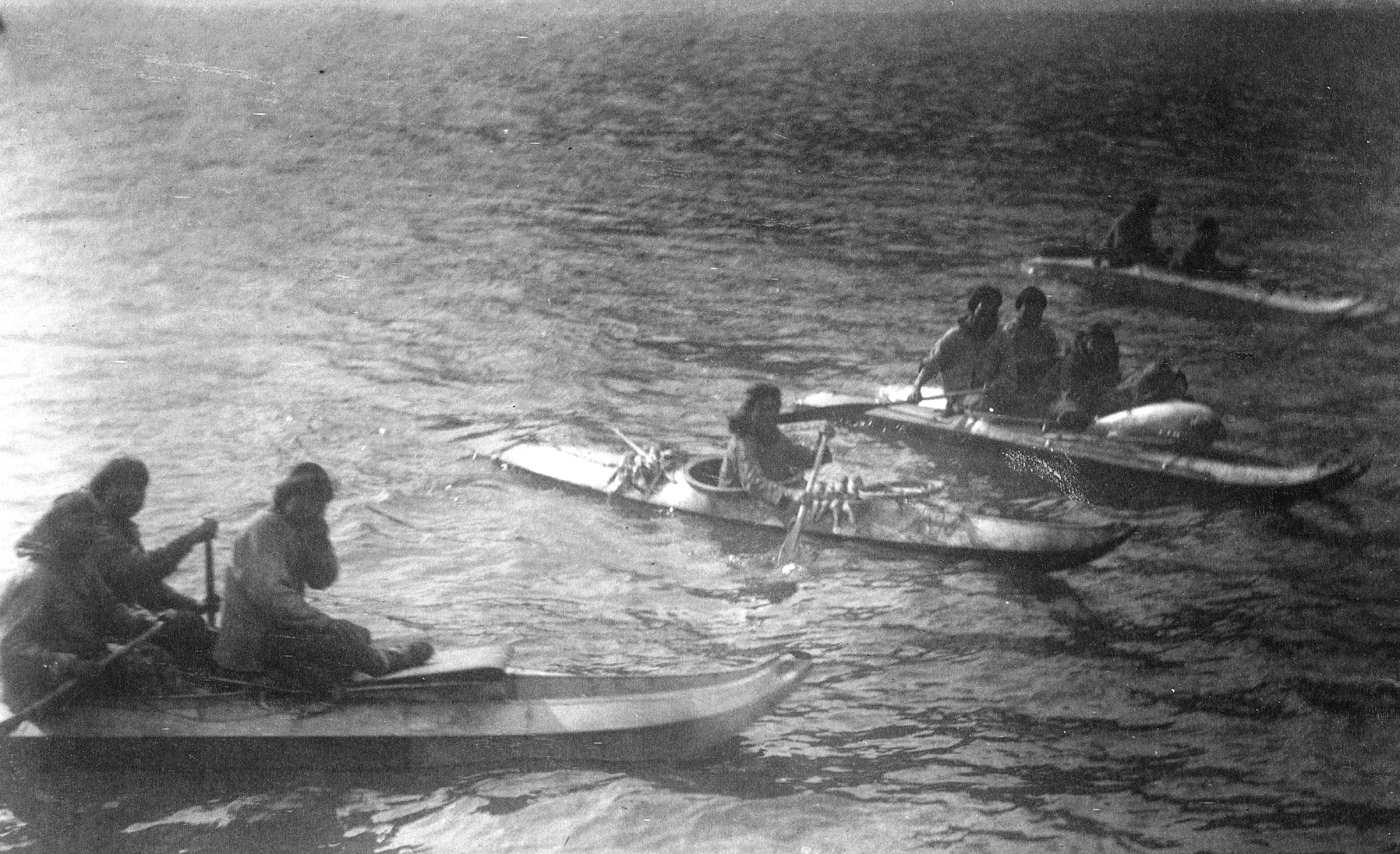
攝於1892年，島上居民正在划皮船.

金島曾經為一羣為數約二百名因紐特人的冬天居所。這羣因紐特人自稱「Aseuluk」或「Ukivokmiut」。「Aseuluk」意解「生活在海上的人」，而「Ukivokmiut」則由Ukivok和miut組成。Ukivok為金島上村莊名字，「miut」解作「一羣人」。
於夏季時，島上居民會在島上及現今美洲大陸的諾姆附近打獵尋找食物，冬季時除了會冰上打獵外還會在冰上釣魚。他們的獵物包括海獅，海象，蟹及鳥蛋。 對島上居民而言，春夏季是聚會的好時機，而冬季則用作跳舞。
由於冬季日照時間不長，所以島上男性會把握時間於「Qagri」裏跳舞。Qagri只容許男性進入，基本上製造船隻，祈禱，聚會等活動全都會在Qagri舉行。例如十二月就是「Sauyatugvik」的月份，亦即打鼓的月份。
自從諾姆居民開始增長後，島民逐漸將自製的雕刻賣給諾姆居民以維持生計。

## 人口重置

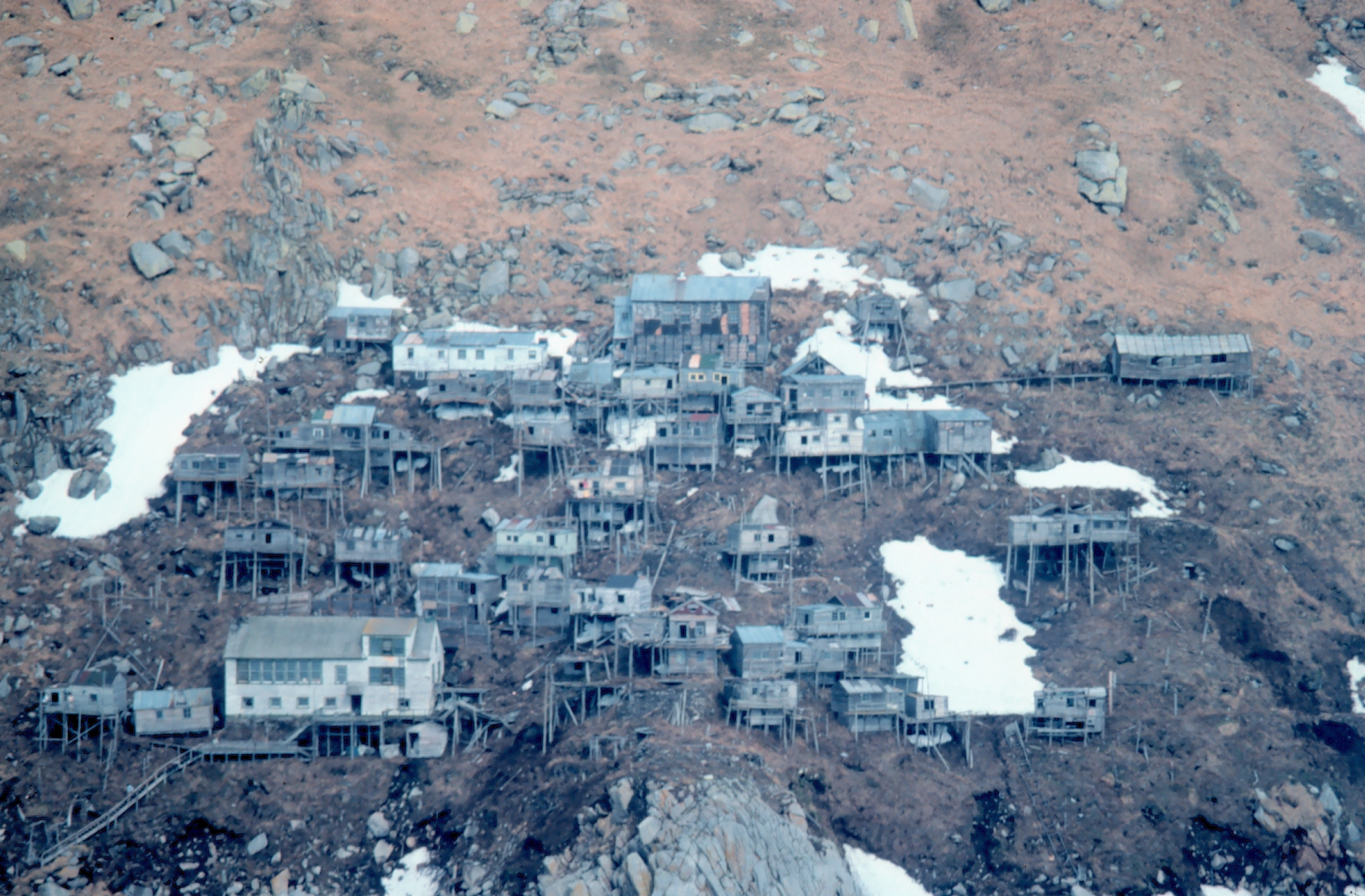
攝於1978年，已荒廢的Ukivok。

1900年代中期，印第安人事務局將設於島上的學校關閉，逼使島上的學生須到阿拉斯加內陸上學，留下成年人及老人於島上。沒有年輕人的幫助，尋找食物的工作變得困難，所以於1970年，所有島上居民都已經搬離金島。
縱使島上已無人居住，一些前島上居民亦會回到金島上捕獵。他們保留著族群的文化特徵，生活方式與以往分別不大。
2005～2006年，國家科學基金會資助了一項研究，帶領了少數島上原居民返回金島，其中一些居民已經50年未有回到金島。

## 參看
- https://web.archive.org/web/20130512233632/http://www.kawerak.org/tribalHomePages/kingIsland/
- http://www.alaskadispatch.com/article/king-island-living-community-and-mystical-place （页面存档备份，存于）

## 註解
1. ↑  皮船為金島的其中一種特徵，一些皮船能携帶多於一人或一件物件。
2. ↑  山腳的大型白色建築為由印第安人事務局所設立的學校。

## 外部連結
- Ancient mask returned to Alaska ghost village （页面存档备份，存于）, MSNBC, January 18, 2008
- Photogallery of traditional ecological knowledge (TEK) of King Island, Alaska, Oregon State University, October 28, 2008
- Munoz photographs - King Island early 1950s （页面存档备份，存于）
- Survey of a King Island kayak
- Deanna M Kingston, "King Island" （页面存档备份，存于）,  Encyclopedia of the Arctic, A-F p 1090, Routledge, 2012.
- Curtis, Edward P The North American Indian. Volume 20 - The Alaskan Eskimo. p 99-103 （页面存档备份，存于）

64°58′30″N 168°03′35″W / 64.97500°N 168.05972°W